# EXtended Global Platform
eXtended Global Platform（XGP）とは、移動体通信を想定した無線ネットワーク・システム（BWA）の規格の1つである。

## 概説
「高度化PHS」とは別に、PHSのマイクロセル・自律分散などコンセプトを引き継ぎつつ新たに策定された規格で、最新の無線技術を利用することで通信速度が格段に向上した。規格の開発段階から「次世代PHS」とも呼ばれていたが、従来のPHSとの互換性はない。ウィルコムが実用化に成功し、周波数帯は2550.1 - 2569.9MHzが利用され、ウィルコムにより、WILLCOM CORE XGPのブランド名で限定的ではあるが提供されていた。なお、ウィルコムでは、XGPについては従来のPHSと互換性がないことと音声サービスについては提供対象外としていること、免許の関係上の理由などにより電話番号を割り振っているわけではない、という理由などにより、PHSのコンセプトを引き継いだ別規格の扱いであるとして、規格名が定まった段階から「次世代PHS」と言わないようにしたり、マスコミに対しても使わないように呼びかけるなどしていた。ただ、新聞などでは次世代PHSという表現が使われる事が多かったようである。
実質的な後継方式となるAXGP（Advanced eXtended Global Platform）が2011年（平成23年）11月1日より開始され、2012年（平成24年）1月31日を以って通信方式としては終わりを告げた。

### 主な経緯
- 2005年（平成17年）
  - 9月、ウィルコムが上記「高度化PHS」とは全く異なる、「次世代PHS」と呼ぶ規格につき実験局免許を申請した[2]。同社によるとOFDM技術（OFDMA：直交周波数分割多元接続）を利用し、下り20Mbpsでの通信を目標とすると発表している。また、高度化PHSと次世代PHSの併用も視野にあるとしている[3]。
  - 11月、ウィルコムが総務省より次世代PHSの実験の予備免許の交付を受けたと発表した[4]。ウィルコムは現在のPHSで利用されている1.9GHz帯のほか、2GHz超の周波数帯でも利用可能な技術を目指すとしている[5]。実験に使われる周波数は2.3GHz帯、帯域幅は5MHz分である[6][7][8][9]。
- 2006年（平成18年）8月1日、ウィルコムは2.5GHz帯における実験免許を取得したと発表した。OFDM技術にアダプティブアレイアンテナ技術、またはMIMO技術を適応させた場合の性能評価を行うとしている[10]。その後同社は、同年9月20日に2.5GHz帯実験局において伝送速度20Mbps（上下）を達成したと発表している[11]。
  - なお総務省は、第3世代携帯電話を除いた無線ブロードバンド技術（BWA）に対する周波数帯域として2.5GHz帯を割り当てる方針とした（広帯域移動無線アクセスシステム）[12][13]。広帯域移動無線アクセスシステムに係る技術的検討対象としてモバイルWiMAX（IEEE 802.16e）、MBTDD 625k-MC mode/Wideband（IEEE 802.20）、そして次世代PHSの4種類が対象に挙がっている[14]。
- 2007年（平成19年）
  - 4月8日、ITU-RのSG08のWP 8A/BWAにおいてブロードバンド技術のリコメンデーションの1つとしてITU-RのBWA勧告（ITU-R M.1801）の対象となった[15][16]。
- 5月15日、総務省の広帯域移動無線アクセスシステムの免許方針案についての意見募集[17]で発表された指針案に第3世代携帯電話事業者との出資比率が3分の1以下でなければならないとの条件が有ったため、「次世代高速無線割り当て アッカ、ウィルコム濃厚」などとウィルコムの次世代PHS用に割り当てられる公算が大きいとの報道がされた。その後、広帯域移動無線アクセスシステムの免許申請にあたっては第3世代携帯電話事業者は全て出資比率を3分の1以下とした新会社を設立した。
  - 12月21日、総務省よりウィルコムが正式に広帯域移動無線アクセスシステム（BWA）の事業者として認定を受ける[18]。
- 2009年（平成21年）4月27日、ウィルコムが東京都山手線内の一部地区他にて、WILLCOM CORE XGPエリア限定サービス開始。
- 2010年（平成22年）
  - 2月18日、XGP事業の展開等に係る事業投資が財務面での負担をもたらしたとして、ウィルコムは事業再生ADR手続を申請。
  - 3月12日、APファンドとソフトバンク等が設立する新会社に、ウィルコムのXGP事業を譲渡することを発表。
  - 12月21日、ウィルコムのXGP事業とロケーション設備資産など、PHSサービスそのもの以外の事業（および、ウィルコムが手がけるMVNO事業を含む）をWireless City Planning（WCP）が譲受。WCPでは「XGPサービス」と呼称している。
- 2011年（平成23年）11月1日、Wireless City Planningが、高度化XGP方式の一つであるAXGP（Advanced XGP）という通信方式を用いて、下り最大110Mbps通信による「AXGPサービス」モニターサービスの募集･提供を開始。MVNO向けサービスも開始されているが、同日付でサービスインした事業者はなし。
- 2012年（平成24年）
  - 1月31日、WCPによるXGPサービスを終了。既存のモニターサービス利用者は、AXGPサービスのモニターサービスへ切り替えか、解約のいずれかを選択することになった。
  - 2月24日、ソフトバンクモバイルがWCP社提供のAXGPサービスのMVNOとして、「SoftBank 4G」の名称で下り最大76Mbpsの通信サービスを開始。